# 藤田藤太郎
藤田 藤太郎（ふじた とうたろう、1910年9月13日 - 1976年5月2日）は日本の政治家、労働運動家。参議院議員（2期、日本社会党）。第3代日本労働組合総評議会議長。

## 経歴
京都府乙訓郡長岡町生まれ。乙訓高等小学校卒業。立命館大学法学部中退。1928年、京阪神急行電鉄入社。1946年、京阪神急行電鉄労組委員長となった。1947年に日本私鉄労働組合総連合会を結成して初代委員長となった。1949年、中央労働委員会委員にもなった。1951年、日本労働組合総評議会の副議長を経て、1953年、議長に就任した。同年の第3回参議院議員通常選挙に全国区から左派社会党公認で立候補したが、落選した。1956年1月、参議院議員補欠選挙に京都府選挙区から社会党公認で立候補したが、僅差で落選した。しかし、同年7月の第4回参議院議員通常選挙ではトップで初当選を果たした。1962年、第6回参議院選挙で再選を果たした。1968年、第8回参議院選挙で3選を目指したが、2位と7千票あまりで落選した。

## 栄典
- 歿後 - 勲二等瑞宝章[8]
- 歿後 - 従四位[8]

## 議会活動
- 1963年、社会労働委員会にて水俣病の原因物質についての質問を行った。